# Charles Baudon de Mony
Pour les articles homonymes, voir Baudon et Mony.
Charles-Adolphe-Joseph-Vincent-de-Paul Baudon de Mony (15 juin 1862 à Paris - 20 novembre 1912 au château de Ris-Chauveron) est un historien français.

## Biographie
Fils d'Adolphe Baudon de Mony et de Marie de Limairac, il est né à Châteaux de Gudanes et est élève de l'École des chartes, promotion 1886.
Il devient archiviste paléographe.
Gendre d'Emmanuel Bocher, il est le beau-père de l'ambassadeur Christian Carra de Vaux Saint Cyr (de).

## Publications
- Catalogue des manuscrits espagnols et des manuscrits portugais (1881)
- Lecturas y consejos para uso de los miembros de las sociedades de caridad (1884)
- Origines historiques de la question d'Andorre (1885)
- La Vallée d'Andorre et les évêques d'Urgel au Moyen Âge (1892)
- Excursion en Espagne. Las Huelgas et Avila (1894)
- Relations politiques des comtes de Foix avec la Catalogne jusqu'au commencement du XIVe siècle (1896)
- La Mort et les funérailles de Philippe le Bel d'après un compte rendu à la Cour de Majorque (1897)

## Sources
- « Charles Baudon de Mony », Bibliothèque de l'École des chartes, 1912